# Palma di Montechiaro
Palma di Montechiaro (sicilià Parma di Muntichiaru) és un municipi italià, situat a la regió de Sicília i a la província d'Agrigent. L'any 2008 tenia 24.158 habitants. Limita amb els municipis d'Agrigent, Camastra, Licata i Naro.

## Administració
| Període | Identitat             | Partit         |
| ------- | --------------------- | -------------- |
| 2005-   | Rosario Giorgio Gallo | Centreesquerra |

## Personatges il·lustres
- Giovanni Battista Odierna va morir al municipi.

## Galeria d'imatges

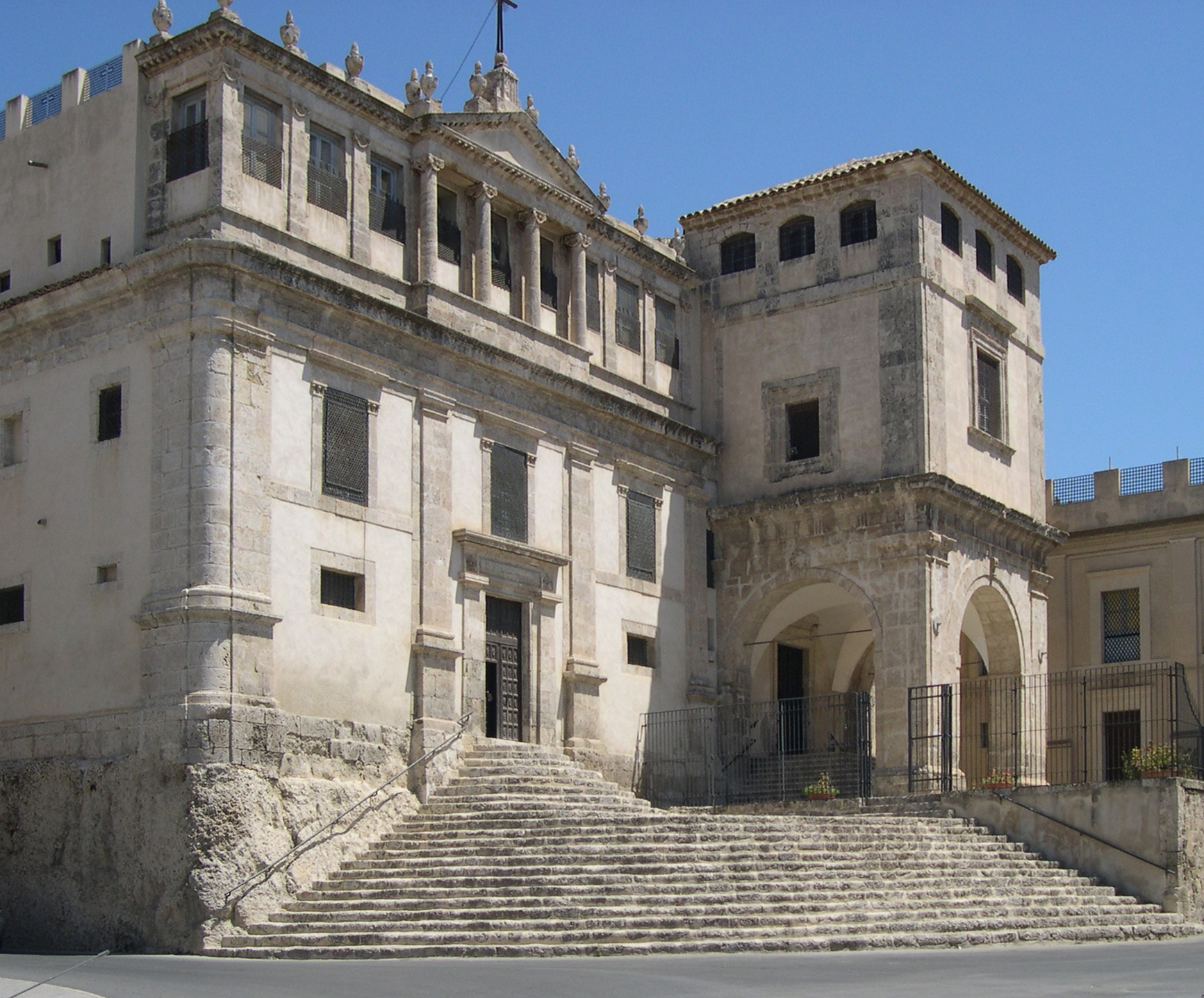
Monestir benedictí
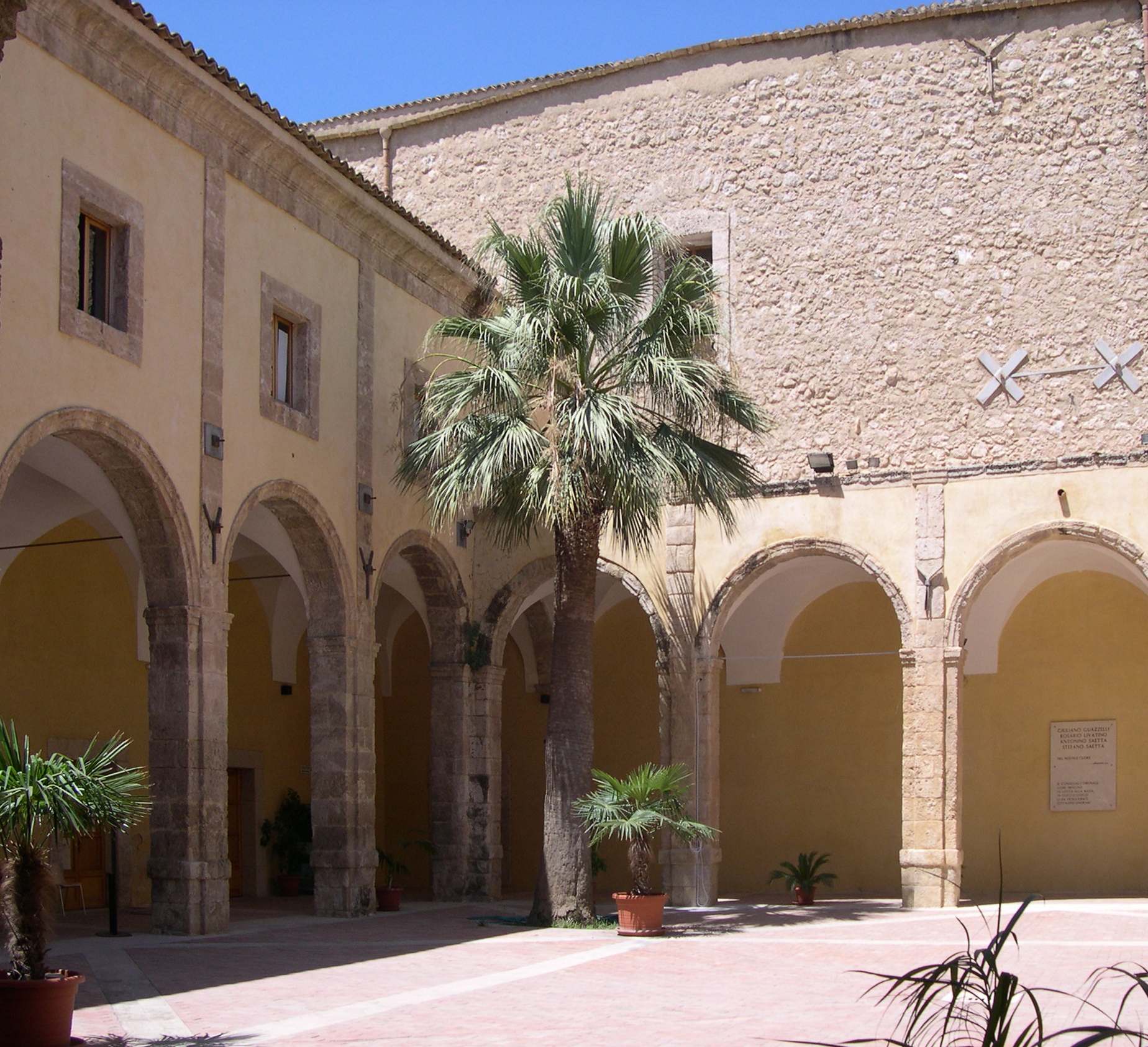
Palau dels Scolopi
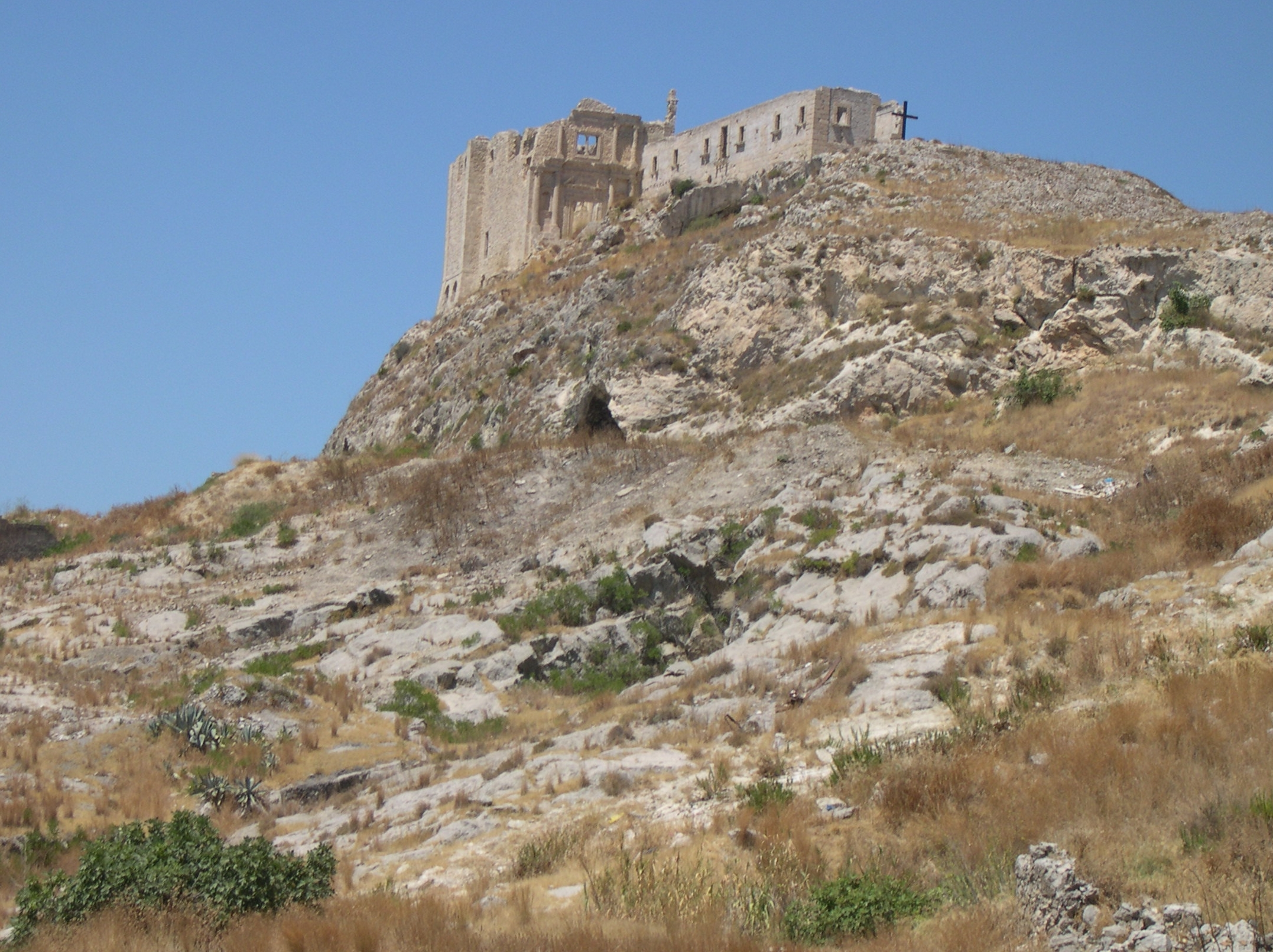
Santuari de Monte Calvario